# 平野町 (名古屋市)
平野町（ひらのまち）は、愛知県名古屋市西区の町名。現在の名西一丁目、則武新町一丁目の各一部に存在した。穢多部落であった。

## 地理
平野町は押切町7、8丁目の南に位し、東南西の三面は南押切町に境する。名古屋城の西、美濃路から南に入った小路沿いを町域とした。1941年に現在の国道22号沿いが菊ノ尾通となったため、町域が南北に分断されていた。

## 歴史
いにしえより押切村に属す。かつて村内に3人の穢多が住んでいたが、慶長、元和の頃に清洲より3人、小幡村より1人移住し、その後戸口が増えた。穢多ヶ小路、穢多輪中、細工人町の名称をもつ。屠児の首領を平野小市といい、家の棟に御太鼓所と書いた看板をかかげた。明治初年、平野鉄五郎は零落し、一家を挙げて京都に移住した。

平野町について、1927年に刊行された日本大学教授井上貞蔵の著書『一経済学徒の断草』によれば、

### 町名の由来
当地に住んだ平野小市に由来する。

### 町名・町界の変遷
- 1878年（明治11年）12月28日 - 愛知郡押切村の一部が名古屋区に編入され、編入された区域の一部が名古屋区平野町となる[1]。
- 1889年（明治22年）10月1日 - 市制施行により名古屋市が成立し、同市平野町となる[1]。
- 1908年（明治41年）4月1日 - 名古屋市が市制に基づく区を設置し、西区平野町となる[1]。
- 1941年（昭和16年）10月14日 - 南押切・南押切町の各一部を編入する[1]。また、一部が菊ノ尾通・縁場町・大道町にそれぞれ編入される[1]。
- 1994年（平成6年）2月14日 - 住居表示に伴い、名西一丁目、則武新町一丁目の各一部となる[2]。

## 経済
大正時代の平野町の人々の職業は、下駄表製造186人、下駄の歯入110人、靴職51人、草履作り30人、洋傘直27人、犬殺し14人である。

## 地域
他の部落同様に犯罪者が多数おり、正常な生活者は少なかった。

### 施設
- 津島神社[4]
- 正信寺[4]（真宗高田派）